# 三浦桃
三浦 桃（みうら もも、1996年11月23日 - ）は、愛知県出身の女子サッカー選手。朝日インテック・ラブリッジ名古屋所属。ポジションはミッドフィールダー、ディフェンダー。

## 経歴

### ユース
大商学園高等学校に入学。
2015年に日本体育大学に入学し、当時なでしこリーグ2部所属の日体大FIELDS横浜に入団。チームは2017年シーズンに2部優勝を果たし、2018年シーズンから1部に昇格。4年間で126試合に出場し、6得点をあげている。

### シニア
NGUラブリッジ名古屋
2019年、日本体育大学卒業後、チャレンジリーグ所属のNGUラブリッジ名古屋に加入。チームは2021年シーズンになでしこリーグ1部に昇格、個人では初のベストイレブンに選出された。
ちふれASエルフェン埼玉
2022年、WEリーグに所属するちふれASエルフェン埼玉に移籍。
朝日インテック・ラブリッジ名古屋
2023年6月、シーズン途中ながら古巣の朝日インテック・ラブリッジ名古屋（旧NGUラブリッジ名古屋）に復帰。
2024年11月22日、2024年シーズンをもって現役を引退することを発表した。

## 人物
※出典：
- もしサッカー選手になっていなければ、OLになっている
- サッカーを始めた年齢は、7歳
- 遠征に必ず持って行くものは、ヨギボーのネックピロー。
- 好きな色は、赤とオレンジ
- 趣味は、ボードゲーム。

## 所属クラブ歴
※出典：

### ユース
- 2005 - 2008 フェイボール愛知
- 2009 - 2011 名古屋FCレディース
- 2012 - 2014 大商学園高等学校
- 2015 - 2018 日本体育大学

### シニア
- 2019 - 2021 NGUラブリッジ名古屋
- 2022 - 2023 ちふれASエルフェン埼玉
- 2023 - 2024 朝日インテック・ラブリッジ名古屋

## 個人成績

### クラブ
| 国内大会個人成績 | 国内大会個人成績                 | 国内大会個人成績 | 国内大会個人成績 | 国内大会個人成績 | 国内大会個人成績 | 国内大会個人成績 | 国内大会個人成績 | 国内大会個人成績 | 国内大会個人成績 | 国内大会個人成績 | 国内大会個人成績 |
| 年度             | クラブ                           | 背番号           | リーグ           | リーグ戦         | リーグ戦         | リーグ杯         | リーグ杯         | オープン杯       | オープン杯       | 期間通算         | 期間通算         |
| 年度             | クラブ                           | 背番号           | リーグ           | 出場             | 得点             | 出場             | 得点             | 出場             | 得点             | 出場             | 得点             |
| 日本             | 日本                             | 日本             | 日本             | リーグ戦         | リーグ戦         | リーグ杯         | リーグ杯         | 皇后杯           | 皇后杯           | 期間通算         | 期間通算         |
| ---------------- | -------------------------------- | ---------------- | ---------------- | ---------------- | ---------------- | ---------------- | ---------------- | ---------------- | ---------------- | ---------------- | ---------------- |
| 2015             | 日体大FIELDS横浜                 | 17               | なでしこ2部      | 25               | 0                | -                | -                | 2                | 0                | 27               | 0                |
| 2016             | 日体大FIELDS横浜                 | 5                | なでしこ2部      | 17               | 2                | 10               | 1                | 1                | 0                | 28               | 3                |
| 2017             | 日体大FIELDS横浜                 | 5                | なでしこ2部      | 2                | 0                | 0                | 0                | 0                | 0                | 2                | 0                |
| 2018             | 日体大FIELDS横浜                 | 5                | なでしこ1部      | 9                | 1                | 0                | 0                | 2                | 0                | 11               | 1                |
| 2019             | NGUラブリッジ名古屋              | 34               | チャレンジ       | 14               | 4                | -                | -                | 2                | 0                | 16               | 4                |
| 2020             | NGUラブリッジ名古屋              | 10               | チャレンジ       | 10               | 3                | -                | -                | 2                | 1                | 12               | 4                |
| 2021             | NGUラブリッジ名古屋              | 10               | なでしこ1部      | 22               | 1                | -                | -                | 2                | 0                | 24               | 1                |
| 2021-22          | ちふれASエルフェン埼玉           | 38               | WE               | 10               | 2                | -                | -                | -                | -                | 10               | 2                |
| 2022-23          | ちふれASエルフェン埼玉           | 18               | WE               | 20               | 0                | 3                | 0                | 3                | 1                | 26               | 1                |
| 2023             | 朝日インテック・ラブリッジ名古屋 | 38               | なでしこ1部      | 7                | 1                | -                | -                | 1                | 0                | 8                | 1                |
| 2024             | 朝日インテック・ラブリッジ名古屋 | 38               | なでしこ1部      | 22               | 5                | -                | -                |                  |                  | 22               | 5                |
| 通算             | 日本                             | 日本             | 1部              | 39               | 3                | 3                | 0                | 5                | 1                | 47               | 4                |
| 通算             | 日本                             | 日本             | 2部              | 95               | 9                | 10               | 1                | 6                | 0                | 111              | 10               |
| 通算             | 日本                             | 日本             | 3部              | 24               | 7                | -                | -                | 4                | 1                | 28               | 8                |
| 総通算           | 総通算                           | 総通算           | 総通算           | 158              | 19               | 13               | 1                | 15               | 2                | 186              | 22               |

- 日本女子サッカーリーグ
  - 初出場 - 2015年3月29日 なでしこリーグ2部 第1節 福岡J・アンクラス戦 (神奈川県立保土ケ谷公園サッカー場)
  - 初得点 - 2016年5月24日 なでしこリーグ2部 第9節 FC吉備国際大学Charme戦 (岡山県笠岡陸上競技場)

- WEリーグ
  - 初出場 - 2022年3月5日 第12節 INAC神戸レオネッサ戦 (神戸総合運動公園ユニバー記念競技場)
  - 初得点 - 2022年4月17日 第17節 日テレ・東京ヴェルディベレーザ戦 (熊谷スポーツ文化公園陸上競技場)

## タイトル

### 個人
- 日本女子サッカーリーグ
  - なでしこリーグ1部 ベストイレブン: 2回 (2021、2024）